# Grândola, Vila Morena
Grândola, Vila Morena é um poema e canção composta e cantada por José Afonso, sendo escolhida pelo Movimento das Forças Armadas (MFA) como segundo sinal para colocar os militares revoltosos em marcha, iniciando a Revolução de 25 de Abril de 1974. A canção, revolucionária desde cedo, se tornou o hino da Revolução. Foi escrita e gravada em outubro de 1971, após uma visita à Sociedade Musical Fraternidade Operária Grandolense de Grândola, no Alentejo. A canção saiu no álbum Cantigas do Maio com a direção de José Mário Branco, gravado em Hérouville, na França, que saiu em dezembro desse ano. Apesar de não ser inicialmente concebida como uma canção de protesto, as mudanças feitas na altura da gravação atribuíram-lhe uma mensagem altamente política no contexto da ditadura do Estado Novo. A Grândola, Vila Morena tornou-se um símbolo da luta popular e um património nacional, conhecida pela vasta sociedade portuguesa.

## História

### Contexto
Em Portugal, desde o final dos anos 60, houve um movimento de artistas populares e empenhados, maioritariamente de esquerda, que quiseram contribuir para o desenvolvimento de uma consciência política através da canção. A cultura da canção popular em geral é de particular importância e explosividade em Portugal por várias razões: Portugal, como um país largamente agrário, pouco industrializado e pouco afectado pela cultura de massas moderna, tinha uma cultura de música popular rica e intacta na qual os compositores se podiam inspirar. Por outro lado, a forma de canção considerada típica do Portugal urbano é o fado, tornado internacionalmente famoso por Amália Rodrigues, uma música de lamento maioritariamente sombria e melancólica que evoca a felicidade do passado e cuja atitude fatalista se opõe a qualquer compromisso político orientado para o futuro. A canção, que tem uma tradição popular, presta-se como um meio artístico num país onde, em meados dos anos 70, mais de 30% da população ainda não sabia ler nem escrever. Ao contrário da "literatura" no sentido tradicional, que é reservada a uma elite, a canção atinge as camadas mais vastas da população. A ocasião decisiva, porém, é a situação política de opressão contra a qual os jovens artistas portugueses levantam a sua voz nos anos 70. Durante quarenta anos, o país foi governado pela ditadura fascista de António de Oliveira Salazar, que desperdiçou o potencial económico e humano do país gravemente enfraquecido numa guerra colonial em África. A expressão aberta de opinião crítica, por exemplo em livros de qualquer tipo e em jornais, não era permitida pela censura e pela omnipresença da polícia secreta da PIDE. Uma das poucas formas de desabafar o descontentamento e expressar esperança de mudança foi uma canção cantada espontaneamente aqui e ali. No desenvolvimento que levou à Revolução dos Cravos em 25 de abril de 1974, a canção política desempenhou um papel importante. José Afonso, também conhecido por Zeca Afonso, passou vários anos nas prisões políticas do Estado Novo, e, após o fim da sua sentença, escreveu, cantou, e deu concertos, assim como fez discos que eram clandestinos ou intensamente censurados. O seu nome era proibido nos jornais, pelo que, para evadir a censura, o seu nome escrito ao contrário, "Esoj Osnofa", era utilizado.

### Criação
A canção foi composta em 1964, após uma atuação de José Afonso na pequena vila alentejana de Grândola, onde foi bem acolhido pela Sociedade Musical Fraternidade Operária Grandolense, que permeava a oposição à ditadura. O movimento de cantores de intervenção, ao longo dos anos, tornou-se no começo da década de 60 um importante elemento da oposição à ditadura. A "primavera marcelista", com os setores mais conservadores e reacionários, teve como resultado um forte endurecimento do aparelho repressivo, numa conjuntura de radicalização do movimento operário, com um clima internacional influenciado pelo Maio de 1968 na França, a Revolução Cubana, e a Revolução Chinesa, e com o PCP — o maior e mais antigo partido de oposição — a ter a sua hegemonia na oposição, em certa medida, disputada. O poema só se tornou numa canção em outubro de 1971, sendo a quinta faixa do álbum do álbum Cantigas do Maio, com os arranjos e a direção musical de José Mário Branco, gravado em Hérouville, na França, e saiu em dezembro desse ano. Apesar de não ser inicialmente concebida como uma canção de protesto, as mudanças feitas na altura da gravação atribuíram-lhe uma mensagem altamente política nesse contexto ditatorial. Zeca Afonso estreou a canção em Santiago de Compostela (capital da Galiza) em 10 de Maio de 1972. Em 1973, foi publicada pela editora Orfeu.

### I Encontro da Canção Portuguesa
Um mês antes do 25 de Abril de 1974, ocorreu no Coliseu dos Recreios, a 29 de março de 1974, o I Encontro da Canção Portuguesa, de protesto e de denúncia da ditadura do Estado Novo. A sua concretização foi difícil de realizar, já que, quando se realizou, estava proibido e já passara várias horas do tempo marcado. Não obstante, o Coliseu ficou sem nenhum lugar livre e na rua juntou-se uma multidão de seis-sete mil pessoas, já que visitá-lo era um ato de protesto contra a ditadura. A censura do Estado Novo demorou um mês para analisar as letras das canções e dos poemas apresentados, e, após vários cortes, autorizações, cortes, e proibições, 30 canções e poemas foram proibidos. A Polícia de Segurança Pública (PSP) e a Guarda Nacional Republicana (GNR), prontas para dispersar forçosamente a aglomeração, não receberam ordem de dispersão, pois a quantidade de pessoas era imensa, e decidiram ser melhor deixar o espetáculo avançar, mas com toda a censura instalada.

A impaciência permeava no público, enquanto a indignação efervesceu entre os cantores, sendo que, apesar de alguns terem pensado que seria melhor recusar atuar em tais condições, após ponderarem melhor decidiram atuar por respeito pelo público. Com má qualidade de som e vários alinhamentos políticos, o começo do espetáculo é dificultado. Após a primeira apresentação, que não conseguiu compensar a fervura do público, começou num coro disperso a canção Canta, canta amigo, de António Macedo, que era conhecida nos meios de oposição, e que teve de ser terminado bruscamente pelos músicos. Com a atuação de Carlos Alberto Moniz e Maria do Amparo, e com a atuação da profunda guitarra de Carlos Paredes, o público acalmou. No entanto, na atuação de José Carlos Ary dos Santos rendeu o público, com a sua poderosa arte declamatória: "S.A.R.L., S.A.R.L, S.A.R.L./a pança do patrão não lhe cabe na pele/a mulher do gerente não lhe cabe na cama/ S.AR.L., S.A.R.L, S.A.R.L./o cabedal estoira/e o capital derrama..."; o que rendeu veementes aplausos. O poeta pertencia à oposição desde os 60, e em 1969 aderiu ao Partido Comunista Português (PCP), tornando-se conhecido pelas suas letras ousadas e fortes em meios torvos, como festivais televisivos, trabalhando com a juventude musical, cuja "irreverência e voluntarismo compensava uma desigual consciência antifascista", como Fernando Tordo ou Tonicha. O espetáculo acelerou com a atuação de Manuel Freire, José Barata Moura, Fernando Tordo, Intróito, Adriano Correia de Oliveira e José Afonso. No local, implícita ou explicitamente, todos faziam parte de um movimento informal que, cantando, combatia o fascismo e a guerra colonial portuguesa.

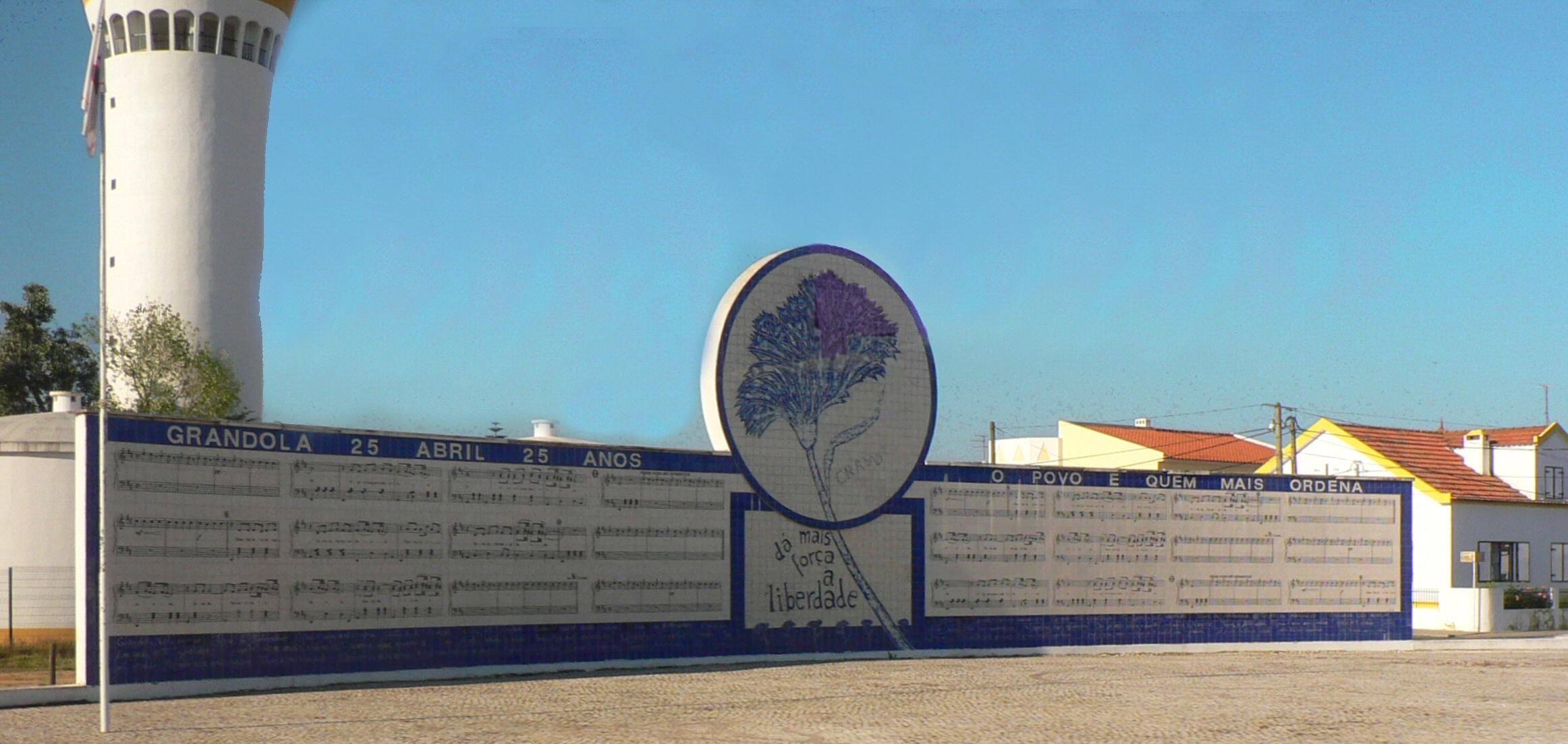
Mural alusivo em Grândola.

Com a morte do ditador Oliveira Salazar uns anos antes, Marcello Caetano tomou o poder, e o regime continuou, com censura, cargas policiais, prisões, torturas, tribunais plenários, a guerra colonial, etc. Na plateia, a música de José Afonso Os Vampiros é cantarolada, mas sem letra, já que, logo quando foi editada em 1963, foi prontamente proibida, e a polícia já não conseguiu conter a efervescência do local. A polícia política PIDE/DGS, os oficiais da censura, e os graduados da PSP, espreitaram e vigiaram, identificavam cantores, anotavam episódios, apontaram os nomes das pessoas mais conhecidas da plateia, sendo a maioria jovem. Tudo era aproveitado para afrontar o regime e o corpo policial presente, com, por exemplo, Manuel Freire a dizer que se "esqueceu da letra de algumas canções no caminho", levando o público, que sabia bem do que falava, a explodir em palmas e assobios. José Jorge Letria disse "que gostaria de cantar, se pudesse...", o que rendeu mais palmas e risos. Na entrega dos prémios, Adelino Gomes, na sua resposta, disse que "esta distinção não premeia o trabalho individual de uma pessoa, mas aquilo que alguns de nós tentamos dizer e fomos proibidos de dizer. Homenageia ainda aquilo que muitos de vós gostavam de ter ouvido e não vos foi dado o direito de ouvir", ao qual o público respondeu a gritar repetidamente: "fascistas, fascistas!".
José Afonso, que tinha grande parte da força e da influência do movimento de cantores de intervenção, canta, e volta a cantar Grândola, Vila Morena, uma das poucas canções que conseguiu escapar à censura, cuja letra foi acompanhada pelas milhares de pessoas presentes.

### Revolução de Abril
"[F]oi um fato acidental, mas enche-me de contentamento a utilização que foi feita pelas pessoas e que aliás já estava a ser feita em sessões que nós fazíamos [...] em cooperativas, piqueniques, coletividades de cultura e recreação. A “Grândola” era um fator estimulante de congregação das pessoas... Agora que tivesse tido estas proporções, que tivesse sido este pontapé de saída sem a minha participação é uma coisa que me enche de regozijo"

José Afonso numa entrevista a 30 de abril de 1974 sobre os contornos que a canção adquiriu.
Na plateia do I Encontro da Canção Portuguesa, estavam presentes vários dos capitães que tiveram um papel no 25 de Abril, que já estava numa avançada fase preparatória, e que já se tinha determinado que o sinal para começar as operações seriam duas canções emitidas através da rádio. A Rádio Renascença foi escolhida pois os meios de comunicação dos militares não tinham cobertura pelo país inteiro, pelo menos não de forma fiável e audível. Tudo decorreu no maior segredo. O primeiro sinal escolhido foi a canção E depois do Adeus de Paulo de Carvalho, emitida pelos Emissores Associados de Lisboa como ordem para os militares de Lisboa prepararem-se para avançar, sendo emitida às 22h55min. A canção não tinha uma letra perigosa, e ganhara o Festival RTP da Canção de 1974, sendo apresentada no Eurofestival da Canção de 1974, o que explica a sua escolha. O segundo sinal tinha o objetivo de dar luz verde aos militares participantes no golpe para irem avante, principalmente os que estavam mais distantes de Lisboa, e era a senha fundamental. Numa primeira instância, foi escolhida a canção Venham mais cinco de José Afonso, no entanto, quando já se acabara o período de preparação, descobriu-se que a canção estava incluída na lista de músicas banidas da Rádio Renascença, a emissora católica, e estava barrada de passar no programa Limite da estação de rádio, como fora planeado. Perante a necessidade de escolher uma canção que não estivesse barrada, definiu-se a Grândola, Vila Morena, que tinha sido fortemente aclamada pelo público no I Encontro da Canção Portuguesa. A Ordem de Operações foi emendada, e, à 00h20min de 25 de abril, ouviu-se a voz forte do locutor a recitar os quatro primeiros versos: "Grândola, Vila Morena/ Terra da fraternidade/ O povo é quem mais ordena/ dentro de ti, ó cidade";. Desde o início revolucionária com a adesão popular, a canção tornou-se o hino da revolução.
A 30 de abril de de 1974, José Afonso foi até ao aeroporto de Lisboa receber companheiros anteriormente exilados, principalmente José Mário Branco e Luís Cília, que produziam desde 1960, com o seu canto de intervenção, a todos aqueles que saíam de Portugal por diversas razões, principalmente em e na periferia de Paris. Preso em 1962 numa forte onda repressiva da PIDE em Coimbra, na crise académica de 1962, José Mário exilou-se em Paris em 1963, e pouco após, afasta-se do PCP, do qual era militante. Luís Cília adere ao PCP no mesmo ano em que parte para o exílio em Paris, em 1963. Quando regressaram a Portugal, regressaram, coincidentemente, no mesmo avião onde se encontrava o secretário-geral do PCP, Álvaro Cunhal, e eram todos esperados por José Afonso, José Jorge Letria, Adriano Correia de Oliveira, José Duarte, Ary dos Santos, num encontro descrito como "comovente e entusiástico", onde, abraçados, cantaram, erguendo os punhos, a Grândola, Vila Morena.

### Legado
A Grândola, Vila Morena tornou-se uma canção política com uma forte identidade, símbolo de protesto contra o governo, logo desde que foi escolhida pelo Movimento dos Capitães, chamado de Movimento das Forças Armadas após a revolução, como segundo sinal para colocar os militares revoltosos em marcha. A canção continua a ter um impacto na sociedade portuguesa, sendo cantada em algumas manifestações políticas (como o Dia do Trabalhador). Tornou-se uma herança cultural de Portugal, como um sagrado hino de protesto e um símbolo da luta popular. No começo de 2013, obteve uma força de protesto ainda maior, sendo usada contra o governo de Pedro Passos Coelho, durante XIX Governo Constitucional, da coligação entre PSD e CDS-PP, por "aplicar uma política de austeridade excessivamente rigorosa ditada por Bruxelas [União Europeia]". Em fevereiro desse ano, nas galerias da Assembleia da República, enquanto o primeiro-ministro Passos Coelho falava, um grupo de manifestantes interrompeu-o por longos minutos cantando a Grândola, Vila Morena. Os manifestantes foram levados para fora do hemiciclo pelos polícias, que "pareciam envergonhados" por interromper este ato de protesto pacífico, tornado sagrado pela canção de Zeca Afonso. A canção passou, além de ser cantada pelos tradicionais ativistas de esquerda, por vasta parte da sociedade portuguesa. A 2 de março de 2013, a palavra de ordem foi para cantar a Grândola em todos os locais onde foram planeados encontros populares. Neste primeiro semestre de 2013, os jornais nacionais e internacionais associaram-lhe vários adjetivos ou expressões meio clássicos com a canção, como: revolucionário, emblema unitário, cominhão, locomotiva, reações emocionais, mas também "a última bandeira protetora". A canção, invocada intensamente, remete para os ganhos sociais do 25 de abril e da democratização, assim como a entrada na União Europeia, então posta em risco pela crise económica e financeira. Grândola teria como significado a continuação da democracia em Portugal, contra a "ditadura vinda de Bruxelas", capital de facto da União Europeia. Nas manifestações no mesmo semestre, foi cantada em Espanha pelo Movimiento 15-M. Existe na sociedade portuguesa uma espécie de aura e respeito pela canção, assegurada pelo passado e pelo presente.
Vários artistas de múltiplos países gravaram versões cover de Grândola, Vila Morena. Entre os artistas portugueses estão incluídos Amália Rodrigues, Iris, Carlos Martins, Roberto Leal, UHF, e Dulce Pontes. A nível internacional, foi interpretada por Nara Leão, Franz Josef Degenhardt, Charlie Haden, Agit-prop [en], Betagarri [en], Autoramas, Reincidentes [es], e Garotos Podres.

## Análise

### Contexto
José Afonso escreveu esta canção após uma visita a Grândola, uma pequena cidade na vasta, árida e monótona paisagem do Alentejo, que compõe quase todo o sul de Portugal. O castanho, sinónimo de morena, é a cor dos campos secos, o barro e a terra, os troncos de cortiça descascada, as casas frequentemente assoladas pela pobreza e os rostos dos seus habitantes, batidos pelo sol. É uma região de grandes propriedades, com campos de cereais, olivais, florestas de sobreiros, e pastagens na sua maioria secas, com apenas uma azinheira isolada ocasional a fornecer sombra. Durante séculos, as pessoas deslocaram-se pelo campo como trabalhadores sazonais migrantes em grupo, para ganharem a vida como trabalhadores diurnos para os proprietários das terras. Tentaram tornar o trabalho maioritariamente monótono nos campos mais suportável com canções rítmicas antigas, canções de trabalho especiais. Entre os trabalhadores agrícolas do Alentejo, que esperavam uma redistribuição das terras agrícolas, o Partido Comunista Português e a Revolução de 25 de Abril tiveram um apoio considerável. Houve ocupações de terras, expropriações e colectivizações em grande escala, embora muitas destas tenham sido invertidas pelos governos até à data. O descontentamento, além de nas Forças Armadas, também permeou população, especialmente entre estudantes, intelectuais e no proletariado e campesinato do sul do país (a região industrial de Lisboa e do Alentejo), que era candente. Sob a pressão da censura e da polícia secreta, o descontentamento só se podia expressar em segredo ou espontaneamente, especialmente em eventos culturais em que compositores como José Afonso atuavam (os textos das canções, no entanto, tinham de ser submetidos previamente aos censores).

### Estrutura
A canção aparenta ter seis quadras, no entanto, com a progressão do conteúdo, que ocorre unicamente nas estrofes um, três e cinco, pode-se argumentar que tem uma estrutura com tercetos, onde que a segunda metade de cada estrofe tem o carácter repetitivo de um refrão. Tem um tipo de rima alternada (a-b-a-b), mas não é completamente consistente. É um poema com uma estrutura típica da poesia popular medieval portuguesa, em redondilha maior e verso heptassilábico. O ritmo regular usado como figura estilística na versão cantada faz com que se pense involuntariamente num grupo de pessoas que se movimenta pela terra. Na gravação mais famosa, o som dos passos rítmicos na gravilha define o ritmo da canção e evoca, por exemplo, a marcha libertadora dos militares insurretos para Lisboa. A linguagem é simples, com muitos substantivos, que aparecem como casas individuais ou árvores, ou rochas numa vasta paisagem. O único verdadeiro adjetivo, o castanho, dá a tudo a sua cor decisiva. Mesmo os poucos verbos no início dificilmente trazem qualquer dinâmica a este cenário. Em contradição com esta aparente imobilidade estão os termos do domínio humano-social como irmãos, igualdade, juramento, companheiros, que cabem dificilmente numa canção distintamente folclórica. O coro que assume em contraponto após a primeira estrofe, dá ao texto uma sensação de força e potência. A voz masculina profunda, o ritmo dado pela cadência quase militar, a tentativa de fazer com que os instrumentos não interfiram com a mensagem, dão à canção uma austeridade de hino: união, força, invencibilidade; sensação que é comum a outras canções da região do Algarve.
José Afonso usa as formas tradicionais de canção, mas gera algo novo a partir do tradicional em forma e conteúdo. A estrutura estrófica de Grândola é semelhante à das canções de trabalho, em que meio verso é apresentado por um "líder" e depois retomado pelo refrão e ligeiramente variado: aqui, os versos individuais são repetidos com a mesma forma, mas numa ordem diferente. Através desta estrutura de diálogo, a canção já tematiza a relação de solidariedade entre o "líder" e o coletivo que responde. Em simultâneo, algo da reivindicação pedagógica de "sensibilização", que o Canto Livre levanta em contraste com a canção popular tradicional, é suspenso nesta interação: o coro aprende, por assim dizer, com o que fala anteriormente — assim como as três estrofes refletem o desenvolvimento da própria consciência deste último.

### Conteúdo
A primeira estrofe, a cidade é personalizada com a sensualidade feminina, ("morena"); e converte-se na metonímia da sua população ("terra da fraternidade"). No diálogo com Grândola, a estrutura de diálogo é repetida, sendo o objeto do elogio do interlocutor — como uma ode ou homenagem a Grândola. Grândola também é o conjunto de pessoas que lá vive, e, daí, "em cada cara um amigo". Há um apelo pelo interlocutor à população no seu coletivo, unindo a "terra" e o "povo", como o ideal comunista almejado no qual "o povo é quem mais ordena". Na segunda estrofe, a abordagem é mais individual, sendo amigo de todos os outros numa atmosfera de igualdade e harmonia entre a humanidade. A terceira estrofe foi alterada por José Afonso no momento da gravação. A azinheira foi incluída, sendo esta uma árvore emblemática da paisagem alentejana, forte e com uma longevidade que a torna indestrutível. Nesta terra, enraizando-se nela, com tradições de lutas pela liberdade, o poeta compromete-se solene e definitivamente na luta ("jurei ter por companheira, Grândola, tua vontade"). A linha mais marcante do poema é a "O povo é quem mais ordena", dado que, na ditadura da altura, tal não era uma realidade.
A relativa falta de conteúdo é um correlato entre as realidades físicas e humanas retratadas, e contém tudo o que é essencial para a sua análise. As condições externas de vida do povo alentejano, é explicitado por alguns elementos e aprofundado na repetição — essencialmente a imagem de Grândola, a cidade morena, que, tal como a sombra protetora da azinheira, tende a exprimir o quão dura é a vida numa terra onde permeia o sol e a seca, sendo estas as "realidades". Em contradição a eles, porém, está a extraordinária realidade humana que está, por assim dizer, a fermentar nesta cidade. Assim sendo, a o valor tradicional da fraternidade é um valor muito próximo do povo alentejano, que sempre esteve ligado a formas coletivas de trabalho. A antiga azinheira é um sinal destes valores humanísticos, e, também, um valor revolucionário sendo um conceito semelhante ao da igualdade. Completando estes num trio de valores revolucionários está a liberdade, que parece ter sido alcançada pelo povo, que passou a ter governar. A canção dá ênfase à ideia de solidariedade, que aparece como forma de amizade espontânea em cada esquina, em cada rosto. Os termos fraternidade, igualdade, e vontade, têm como significado, de forma simples e eficaz, de que unicamente a união de homens iguais uns aos outros permite a ação e a vontade de ir avante. O ambiente que se vive é apresentado como uma realidade presente, em Grândola, "o povo é quem mais ordena". A canção, escrita vários anos antes da revolução, adquire uma visão utópica, e, assim, o período da ditadura (quando o povo não governava) está presente, mas como uma memória ameaçadora.

### Citações
1. 1 2 3 4 5 6 7 8 9 10  Lustig 1992, p. 1.
2. 1 2  Ciccia 2013, 3.
3. 1 2  Madeira 2015, p. 170.
4. ↑  Madeira 2015, pp. 170-171.
5. 1 2 3 4  Ciccia 2013, 4.
6. ↑  Ciccia 2013, 5.
7. 1 2 3  Abreu 2020.
8. 1 2 3 4 5 6 7 8 9 10 11  Madeira 2015, p. 168.
9. ↑  Madeira 2015, pp. 168-169.
10. 1 2 3 4 5 6 7 8  Madeira 2015, p. 169.
11. ↑  Madeira 2015, pp. 171-172.
12. 1 2 3 4 5 6 7 8  Madeira 2015, p. 171.
13. 1 2 3  Ciccia 2013, 20.
14. 1 2 3  Madeira 2015, p. 172.
15. ↑  Madeira 2015, p. 173.
16. 1 2 3  Ciccia 2013, Résumés.
17. 1 2  Ciccia 2013, 1.
18. 1 2 3 4 5  Ciccia 2013, 27.
19. 1 2  Ciccia 2013, 26.
20. 1 2  Ciccia 2013, 25.
21. ↑  SAPO 2017.
22. 1 2 3 4 5 6 7 8 9 10 11  Lustig 1992, p. 2.
23. ↑  Lustig 1992, pp. 2-3.
24. 1 2 3 4 5 6 7 8 9 10 11 12 13 14 15 16 17  Lustig 1992, p. 3.
25. 1 2  Ciccia 2013, 7.
26. 1 2 3 4  Ciccia 2013, 12.
27. 1 2 3  Ciccia 2013, 13.
28. ↑  Ciccia 2013, 14.
29. ↑  Lustig 1992, pp. 3-4.
30. 1 2  Lustig 1992, p. 4.